# Бест, Ахмед
Ахмед Бест (англ. Ahmed Best; род. 19 августа 1973 года) — американский актёр озвучивания и музыкант. Он наиболее известен своим голосом, которым он озвучил Джа-Джа Бинкса во франшизе «Звёздные войны». Позже он появился на телевидении, где он играл Джа-Джа Бинкса в высоко-успешном специальном выпуске «Звёздных войн» «Робоцып». Он также был создателем, сценаристом, режиссёром и продюсером своего собственного телешоу «Это не может быть моей жизнью». Он также сотрудничал с Джорджем Лукасом в 3 фильмах и пяти эпизодах мультипликационного шоу «Звёздные войны: Войны клонов». Он выиграл премию «Энни» за лучшее озвучивание в анимационном телесериале.

## Ранняя жизнь
Ахмед Бест родился в Нью-Йорке 19 августа 1973 года. Своё совершеннолетие он пережил в семестре колледжа Soundview в Бронксе. В 1984 году он переехал в Мэйплвуд, Нью-Джерси. Он окончил «Колумбийскую частную школу». Затем он обучался игре на ударных инструментах в «Музыкальной школе Манхэттена».

## Карьера

### Музыка
В 1994 году Ахмед присоединился к джаз-группе «Jazzhole», и играл в ней в течение двух лет. Он также был продюсером и написал три альбома для группы, включая «The Jazzhole», «And the Feeling Goes Around» и «The Beat is the Bomb». В 1995 году он спродюсировал и написал альбом «Escape» вместе с Билли Эвансом.

### Театр
В 1995 году он присоединился к актёрскому составу победителей премии «Obie» за постановку «Stomp». Он путешествовал туром с актёрским составом по всем Соединённым Штатам и Европе.

### Кино
В 1997 году был членом актёрского состава в роли Джа-Джа Бинкса к трилогии приквелу «Звёздные войны» (1999—2005). Его приняли в команду после того, как директор кастинга, Робин Гарленд, наблюдал за его гибкими атлетическими движениями в «Stomp».
Бест вернулся к роли в эпизоде «Робоцып: Звёздные войны» (также и в его продолжении), «Звёздные войны: Войны клонов» и в эпизоде сериала Стивена Кольбера «Отчёт Кольбера».
Бест также появился с напарниками по сериалу «Звёздные войны» Ди Брэдли Бейкером, Джеймсом Арнольдом Тейлором и Дараном Норрисом в ТВ-шоу «Биг Тайм Раш».
В 2023 году Бест появился в роли джедая Келлерана Бека в 20-м эпизоде сериала «Мандалорец». В 2020 году Бест уже появлялся в роли этого персонажа в детской телеигре Jedi Temple Challenge.